# 454 Life Sciences
Pour les articles homonymes, voir 454 (homonymie).
454 Life Sciences est une société  basée à Branford dans le Connecticut aux États-Unis, spécialisée dans la fabrication de séquenceur de gènes à haut débit. La société fut rachetée par Roche en 2007 et est maintenant une filiale de celle-ci.
C'est la société qui s'est lancée dans le projet de séquençage du génome de l'homme de Néandertal, en collaboration avec le Max-Planck-Institut.

## Technique
La technique employée est une sorte de séquençage en temps réel. Lors de la synthèse d'un nouveau brin d'ADN, il y a lecture de la fluorescence apportée par le nouveau nucléotide.

## Produits
La société produit le GS Titanium[Quoi ?] capable de séquencer jusqu'à 500 mégabases par cycle de mesure (run) de 4-5 heures.
La technique utilisée permet de séquencer de grandes quantités d'ADN à moindre coût en comparaison avec la méthode de Sanger. Les séquences riches en GC ne sont pas plus un problème, ni l'impossibilité de cloner certains fragments.
De plus, la technique est capable de détecter des mutations dans un pool[Quoi ?] d'amplicon à un niveau de sensibilité très bas, ce qui peut avoir des implications en recherche clinique, tout spécialement en recherche sur le cancer ou le VIH.